# فالينتين إيسيريك
فالينتين ايسيريك (25 مارس 1992 بآكس أون بروفانس في فرنسا - ) (بالفرنسية: Valentin Eysseric) هو لاعب كرة قدم فرنسي في مركز الوسط. شارك مع منتخب فرنسا تحت 19 سنة لكرة القدم ومنتخب فرنسا تحت 20 سنة لكرة القدم ومنتخب فرنسا تحت 21 سنة لكرة القدم. أما مع النوادي، فقد لعب مع نادي سانت إتيان ونادي موناكو ونادي نيس.

## وصلات خارجية
- فالينتين إيسيريك على موقع رابطة كرة القدم الفرنسية للمحترفين (الإنجليزية)
- فالينتين إيسيريك على موقع قاعدة بيانات كرة القدم.إي يو (الإنجليزية)
- فالينتين إيسيريك على موقع ليكيب (الفرنسية)
- فالينتين إيسيريك على موقع Soccerbase.com (لاعب) (الإنجليزية)
- فالينتين إيسيريك على موقع Soccerway.com (الإنجليزية)
- فالينتين إيسيريك على موقع عالم كرة القدم.نت (الإنجليزية)
- فالينتين إيسيريك على موقع AS.com (الإسبانية)